# Visokopropusni skrining
Visokopropusni skrining (skrining visokog kapaciteta, engl. High-throughput screening, HTS) metod je za naučno eksperimentalno merenje, koji je široko zastupljen u polju otkrivanja lekova i srodnim biološkim i hemijskim disciplinama. Koristeći robotiku, softver za obradu podataka i kontrolu, uređaje za rukovanje fluidima i senzitivne detektore, visokopropustni skrening omogućava istraživačkim laboratorijama da brzo sprovedu milione hemijskih, genetičkih, ili farmakoloških testova. Pomoću ovog procesa mogu se brzo identifikovati aktivna jedinjenja, antitela, ili geni koji moduliraju dati biomolekularni put. Rezultati tih eksperimenata pružaju početne tačke za dizajn lekova i za razumevanje interakcija ili uloge datog biohemijskog procesa u biologiji.

## Priprema testnih ploča
Ključni HTS laboratorijski pribor ili sud za testiranje je mikrotitraciona ploča: mali kontejner, obično za jednokratnu upotrebu i napravljen od plastike, koji ima mrežu malih otvora (ćelija). Generalno, moderne (circa 2013) mikroploče za HTS imaju bilo 384, 1536, ili 3456 ćelija. Sve one su umnošci od 96, što odražava originalnu mikroploču sa 96 ćelija sa razmakom između njih od 8 x 12 9 mm. Većina ćelija sadrži eksperimentalno korisnu materiju, u zavisnosti od prirode eksperimenta. To može da bude vodeni rastvor dimetil sulfoksida (DMSO) i nekog drugog hemijskog jedinjenja, koje je različito u svakom otvoru ploče. Otvori isto tako mogu da sadrže ćelije ili enzime. (Preostale ćelije su prazne ili sadrže netretirane uzorke, koje služe kao eksperimentalne kontrole.)
Laboratorije za skrining tipično održavaju kolekcije stok ploča, čija sadržaj je pažljivo unesen u katalog, i svaka od kojih je kreirana u datoj laboratoriji ili dobijena iz komercijalnih izvora. Stok ploče se ne koriste direktno u eksperimentima; umesto toga se kreiraju zasebne testne ploče po potrebi. Testna ploča je jednostavno kopija stck ploče, kreiranja pipetiranjem male količine tečnosti (obično nekoliko nanolitara) iz ćelija stok ploče do korespondirajućih ćelija kompletno prazne ploče.

## Reakciona opservacija
Tokom pripreme za test u svaku ćeliju ploče se stavi biološki entitet koji se izučava, kao što su proteini, biološke ćelije, ili životinjski embrioni. Nakon perioda inkubacije tokom koga se biološka materija apsorbuje, vezuje za, ili na neki drugi način reaguje sa (ili ne reaguje) jedinjenjima u ćeliji, vrše se merenja na svim ćelijama ploče, bilo ručno ili mašinski. Ručna merenja su često neophodna kad se koristi mikroskopija da se (na primer) traže promene ili defekti u embrionskom razviću uzrokovane jedinjenima u ćeliji, drugim rečima kad se traže efekti koje računar ne može lako da odredi. U suprotnom, mašine za specijalizovanu automatsku analizu mogu da izvrše brojne eksperimente na ćelijama (kao što je osvetljavanje polarizovanim svetlom ili merenje reflektivnosti, što može da bude indikacija proteinskog vezivanja). U tom slučaju, mašina beleži rezultate eksperimenta u obliku matrice vrednosti, u kojoj je svaka vrednost mapirana na pojedinačnu ćeliju. Mašina visokog kapaciteta može da izvrši merenja na desetini ploča u toku nekoliko minuta, čime se veoma brzo generišu hiljade rezultata.
U zavisnosti od rezultata tog prvog testa, može se izvesti prateći test u okviru istog eksperimenta. Taj test se obično radi samo na uzorcima koji su proizveli interesantne rezultate na primarnom testu (na "hitovima"). Ta jedinjenja se odabiraju u nove testne ploče, i zatim se ponavlja eksperiment da bi se prikupili dodatni podaci na ovom suženom setu, čime se potvrđuju i rafiniraju zapažanja.

## Automatizacija sistema
Automatizacija je važna komponenta koristnosti HTS pristupa. Tipično, integrisani robotski sistem koji se sastoji od jednog ili više robota transportuje ogledne mikroploče od stanice do stanice za dodavanje uzorka i reagenasa, mešanje, inkubaciju, i konačno očitavanje ili detekciju. HTS sistem može obično simultano da pripremi, inkubira, i analizira mnoštvo ploča, što dodatno ubrzava proces prikupljanja podataka. Postoje HTS roboti koji mogu da testiraju i do 100.000 jedinjenja na dan. Automatski berač kolonija ubira hiljade mikrobnih kolonija za genetički skrining visokog kapaciteta. Termin uHTS ili ultra-visokopropustni skrining se odnosi na skrining (circa 2008) čija stopa premašuje 100.000 jedinjenja na dan.

## Eksperimentalni dezajn i analiza podataka
Svojom sposobnošću brzog skrininga raznovrnih jedinjenja (kao što su mali molekuli ili siRNK) radi identifikacije aktivnih jedinjenja, HTS je zadnjih godina doveo do eksplozije brzine generisanja podataka. Konsekventno, jedan od najfundamentalnijih izazova pri izvođenju HTS eksperimenata je da se izvuče biohemijski smisao iz gomile podataka, što se oslanja na razvoj i adaptaciju odgovarajućih eksperimentalnih dizajnova i analitičkih metoda za kontrolu kvaliteta i selekciju hitova. HTS istraživanja su jedno od polja koja je Džon Blum, načelnik za nauku preduzeća Applied Proteomics, Inc., opisao na sledeći način: Došlo je vreme da ako naučnik ne razume neke od statističkih ili rudimentarnih tehnika za obradu podataka, on ili ona se ne mogu smatrati istinskim molekularnim biologom i stoga jednostavno postaju "dinosaurusi".

### Kontrola kvaliteta
HTS testovi visokog kvaliteta su od ključnog značaja za HTS eksperimente. Za razvoj HTS testova visokog kvaliteta neophodna je integracija eksperimentalnog i računarskog pristupa za kontrolu kvaliteta (QC). Tri važne komponente kontrole kvaliteta su (i) dobar dizajn ploče, (ii) selekcija efektivnih pozitivnih i negativnih hemijskih/bioloških kontrola, i (iii) razvoj efektivnih QC metrika za merenje stepena diferencijacije, tako da se testovi sa inferiornim kvalitetom podataka mogu identifikovati. Dobar dizajn ploče pomaže u identifikaciji sistematskih grešaka (posebno onih koje su vezane za poziciju ćelije) i određuje kakvu normalizaciju treba koristiti za uklanjanje/redukovanje uticaja sistematskih grešaka na QC i selekciju hitova.
Efektivni analitički QC metodi sliže kao sredstva za razvoj HTS testova odličnog kvaliteta. U tipičnom HTS eksperimentu, jasna distinkcija između pozitivne kontrole i negativne reference kao što je negativna kontrola je indeks dobrog kvaliteta. Mnoge mere za procenu kvaliteta su predložene za merenje stepena diferencijacije između pozitivne controle i negativne reference. Odnos signala i pozadine, odnos signala i šuma, opseg signala, odnos varijabilnosti eksperimentalnog testa, i Z-faktor se koriste za evaluaciju kvaliteta podataka. Strogo standardizovana srednja razlika (SSMD, engl. Strictly standardized mean difference) je nedavno predložena kao kriterijum za procenu kvaliteta podataka u HTS testovima.

### Selekcija hitova
Jedinjenje koje prozvodi željene efekte u HTS testu se naziva hitom. Proces njihovog izbora se naziva selekcijom hitova. Analitički metodi za selekciju hitova skrininga bez ponavljanja (obično u primarnom testiranju) se razlikuju od metoda sa ponavljanjima (obično u konfirmatornom testiranju). Na primer, metod z-vrednosti je podesan za testiranje bez ponavljanja, dok je t-test podesan za eksperimente sa ponavljanjima. Proračun SSMD vrednosti za testove bez ponavljanje se isto tako razlikuje od proračuna za testove sa ponavljanjima.
Za selekciju hitova u primarnom skriningu bez ponavljanja, lako interpretabilni kriterijumi su: prosečni umnožak promene, srednja razlika, procenat inhibicije, i procenat aktivnosti. Međutim, oni nemaju sposobnost efektivnog izražavanja varijabilnosti podataka. Metod z-vrednosti ili SSMD mogu da opišu varijabilnost podataka na bazi pretpostavke da svako jedinjenje ima istu varijabilnost kao i negativna referenca testa. Međutim, vangranične vrednosti (autlajri) su često prisutni u HTS eksperimentima, i metodi kao što je z-vrednost su senzitivn na vangranične vrednosti i mogu da budu problematični. Konsekventno su predliženi robustni metodi, kao što su metod z*-vrednosti, SSMD*, metod B-vrednosti, i metod baziran na kvantilima. Ovi metodi se koriste za selekciju hitova.
Pri testiranju sa ponavljanjem se direktno procenjuje varijabilnost podataka za svako jedinjenje; konsekventno se može koristiti SSMD ili t-vrednost koja se ne oslanja na pretpostavke, kao što je to slučaj sa z i z* vrednostima. Problem sa upotrebom t-vrednosti i asociranih p-vrednosti je da na njih utiču veličine uzorka i učinka. Ovi parametri potiču iz testiranja bez razlika proseka, i stoga nisu dizajnirani za merenje veličine učinaka jedinjenja. Za selekciju hitova, primarni fokus je na veličini učinka testiranog jedinjenja. SSMD direktno procenjuje veličinu učinka. Isto tako je pokazano da je SSMD bolji od drugih često korišćenih parametara za veličinu učinka. Populaciona vrednost SSMD parametra je uporediva sa svim eksperimentima i može se koristiti isti limit za vrednost SSMD populacije za merenje veličine učinka jedinjenja.

## Literatura
- XHD, Zhang (2011). Optimal High-Throughput Screening: Practical Experimental Design and Data Analysis for Genome-scale RNAi Research. Cambridge University Press. ISBN 978-0-521-73444-8.
- Staff (1. 8. 2008). „High-Throughput Screening Challenges”. Genetic Engineering & Biotechnology News. Drug Discovery Rountable Discussion. 28 (14). Mary Ann Liebert. стр. 26—27. ISSN 1935-472X. Приступљено 1. 10. 2008.
- Zhang XHD (21. 2. 2011). Optimal High-Throughput Screening: Practical Experimental Design and Data Analysis for Genome-scale RNAi Research. Cambridge University Press. ISBN 9780521734448.
- Florian, Amy; Lepensky, C; Kwon, O; Sklar, L; Haynes, M (2010). „Flow cytometry enbles a high-throughput homogenous fluorecent antibody-binding assay for cytotoxic T cell lytic granule exocytosis”. Journal of Biomolecular Screening. 4 (18): 420—429. PMC 4043149 . PMID 23160568. doi:10.1177/1087057112466697.

## Spoljašnje veze
- Molecular Screening Shared Resources (MSSR, UCLA)
- Advanced Cell Classifier (ACC) project for high-throughput screen evaluation (ETH, Zurich)
- Yale Center for High Throughput Cell Biology
- Biohts: HTS resources and links- Biohts
- „Society for Biomolecular Sciences”. Архивирано из оригинала 21. 10. 2016. г. Приступљено 20. 10. 2016. - links (SBS)
- Open Screening Environment
- Setting up High-Throughput Screening Laboratory (Koppal, Lab Manager Magazine)